# Sem Scheperman
Sem Scheperman (Holten, 24 juni 2002) is een Nederlands voetballer die als middenvelder voor Heracles Almelo speelt.

## Carrière
Sem Scheperman speelde in de jeugd van VV Holten, FC Twente en later in de gezamenlijke jeugdopleiding van Twente en Heracles Almelo. Begin 2022 tekende hij zijn eerste contract bij Heracles, wat tot medio 2023 liep. Hij debuteerde voor Heracles in de Eredivisie op 11 mei 2022, in de met 2-0 verloren uitwedstrijd tegen RKC Waalwijk. Scheperman kwam in de 77e minuut in het veld voor Nikolai Laursen. Heracles eindigde zestiende in de Eredivisie en moest zodoende play-offs tegen degradatie spelen. In de return van de halve finale tegen Excelsior kwam Scheperman als invaller in het veld. Heracles verloor tweemaal en degradeerde zodoende naar de Eerste divisie. In oktober 2022 werd zijn contract verlengd tot medio 2025. op 30 juli 2025 tekende Scheperman een nieuw contract wat hem tot 2029 aan de Heraclieden verbindt.

## Clubstatistieken
| Seizoen                   | Club            | Land           | Competitie     | Competitie | Competitie | Beker | Beker | Overig | Overig | Totaal | Totaal |
| Seizoen                   | Club            | Land           | Competitie     | Wed.       | Dlp.       | Wed.  | Dlp.  | Wed.   | Dlp.   | Wed.   | Dlp.   |
| ------------------------- | --------------- | -------------- | -------------- | ---------- | ---------- | ----- | ----- | ------ | ------ | ------ | ------ |
| 2021/22                   | Heracles Almelo | Nederland      | Eredivisie     | 1          | 0          | 0     | 0     | 1      | 0      | 2      | 0      |
| 2022/23                   | Heracles Almelo | Nederland      | Eerste divisie | 20         | 1          | 1     | 0     | –      | –      | 21     | 1      |
| 2023/24                   | Heracles Almelo | Nederland      | Eredivisie     | 22         | 0          | 1     | 0     | 0      | 0      | 23     | 0      |
| 2024/25                   | Heracles Almelo | Nederland      | Eredivisie     | 23         | 1          | 2     | 1     | 0      | 0      | 25     | 2      |
| Carrièretotaal            | Carrièretotaal  | Carrièretotaal | Carrièretotaal | 66         | 2          | 4     | 1     | 1      | 0      | 71     | 3      |
| Bijgewerkt op 21 mei 2025 |                 |                |                |            |            |       |       |        |        |        |        |